# Route 33 (Oman)
Die Route 33 oder R33 ist eine Fernstraße im Sultanat Oman. Die Straße verbindet die Kleinstadt Izki mit der Kleinstadt Sinaw. 

## Verlauf in der Region ad-Dachiliyya
Die R33 beginnt in der Region ad-Dachiliyya am Autobahnkreuz Izki, nahe der gleichnamigen Stadt. Von hier aus führt die Route 15 nach Norden in Richtung Maskat und nach Südosten in Richtung Nizwa. Nach 4 Kilometer zweigt eine Straße zur Izki Air Base ab. 24 Kilometer führt die Route 33 durch das hügelige Binnenland bis zur Gouvernementgrenze zu Schamal asch-Scharqiyya.

## Verlauf in der Region Schamal asch-Scharqiyya
In asch-Schaqiyya-Süd verläuft das Wadi Indam parallel zur Straße. Nach 24 Kilometern zweigt eine Straße in die Kleinstadt Al-Khashabah ab. Nach weiteren 21 Kilometern beginnt das Stadtgebiet der Kleinstadt Sinaw. Die Straße endet nach 2 Kilometern am Sinaw Centrum R/A. Hier zweigt die Route 27 in Richtung Süden nach Adam und nach Westen in Richtung Al-Mudaybi ab.